# آپر استپلو
آپر استپلو (به انگلیسی: Upper Staploe) یک روستا در بریتانیا است که در بدفورد واقع شده‌است.